# Шульценберг, Мартин Мартович
Ма́ртин Ма́ртович Шу́льценберг, (2 ноября (21 октября) 1864, Беклерская волость — 17 (4) января 1912, Юрьев) — крестьянин, депутат Государственной думы III созыва от Лифляндской губернии.

## Биография
По национальности эстонец.  Окончил реальное училище. Крестьянин из села Регемец Кавастской волости Юрьевского уезда. В разное время занимал должности волостного судьи, члена схода выборных, члена оценочной комиссии. Владел земельным наделом в 50 десятин собственной земли в селе Воронье. Земский гласный. Был женат.
Выборщик в Государственные Думы 1-го и 2-го созывов. 18 октября 1907 единогласно избран в Государственную думу III созыва от съезда уполномоченных от волостей Лифляндской губернии. Входил в Конституционно-демократическую фракцию. Вошёл в состав думской Комиссии о мерах по борьбе с пожарами.
17 января 1912 года в Тарту скончался от пневмонии ещё до окончания депутатского срока. Похоронен 21(8) января 1912 года на кладбище Алатскиви.